# Massaker von Batavia
Koordinaten: 6° 8′ S, 106° 48′ O
Das Massaker von Batavia (niederländisch Chinezenmoord ‚Chinesenmord‘, indonesisch Geger Pacinan ‚Unruhen im Chinesenviertel‘) war ein Pogrom gegen den ethnisch chinesischen Bevölkerungsteil in der Hafenstadt Batavia (heute Jakarta) in Niederländisch-Indien. Es erstreckte sich innerhalb der Stadt vom 9. bis zum 22. Oktober 1740, während es im Umland noch bis weit in den November hinein zu kleineren Ausschreitungen kam. Historiker gehen davon aus, dass mindestens 10.000 Chinesen bei dem Pogrom umkamen und nur zwischen 600 und 3.000 der großen chinesischen Gemeinde von Batavia überlebten.
Seit September 1740 kam es zu Unruhen innerhalb der chinesischen Bevölkerung, die sich von der Kolonialverwaltung unterdrückt fühlte und wirtschaftlich unter einem verfallenden Zuckerpreis litt. Generalgouverneur Adriaan Valckenier erklärte im Angesicht dieser Unruhen, dass jeder Aufstand mit tödlicher Gewalt beantwortet würde. Am 7. Oktober rückten niederländische Truppen in die Chinesenviertel ein, um sämtliche Waffen zu konfiszieren und eine Ausgangssperre über die Stadtteile zu verhängen. Dabei kam es zu Zusammenstößen mit mehreren hundert Chinesen und dem Tod von 50 Soldaten. Zwei Tage später führten Gerüchte über chinesische Grausamkeiten dazu, dass andere Bevölkerungsgruppen Batavias chinesische Häuser angriffen und viele von ihnen entlang dem Fluss Besar niederbrannten. Niederländische Soldaten begannen darüber hinaus damit, die Chinesenviertel aus Kanonen zu beschießen. Die Gewalt breitete sich schnell über ganz Batavia aus. Obwohl Valckenier am 11. Oktober eine Generalamnestie für alle bisher begangenen Gewaltverbrechen aussprach, hielt diese innerhalb der Stadt bis zum 22. Oktober an, als der Generalgouverneur die gewaltsame Niederschlagung jeglicher Unruhen durch die eigenen Truppen anordnete. Außerhalb der Stadt kam es weiterhin zu gewaltsamen Konflikten zwischen niederländischen Soldaten und den Arbeitern chinesischer Zuckerfabriken, die nach einigen Wochen noch einen letzten Höhepunkt einnahmen, als die Soldaten chinesische Widerstandsnester angriffen.
Im folgenden Jahr lösten die sich über ganz Java ausbreitenden Übergriffe auf Chinesen einen zweijährigen Krieg aus, in dem ethnische Chinesen und Javanesen gegen die niederländische Kolonialmacht und mit ihnen verbündete Bevölkerungsteile kämpften. Valckenier wurde im Nachgang der Massaker in die Niederlande zurückbeordert und dort wegen Verbrechen in Zusammenhang mit dem Ausschreitungen vor Gericht gestellt. Die Ereignisse haben sich deutlich in der niederländischen Literatur niedergeschlagen und könnten etymologisch die Basis für die Namen einiger Stadtteile des heutigen Jakarta darstellen.

## Hintergrund

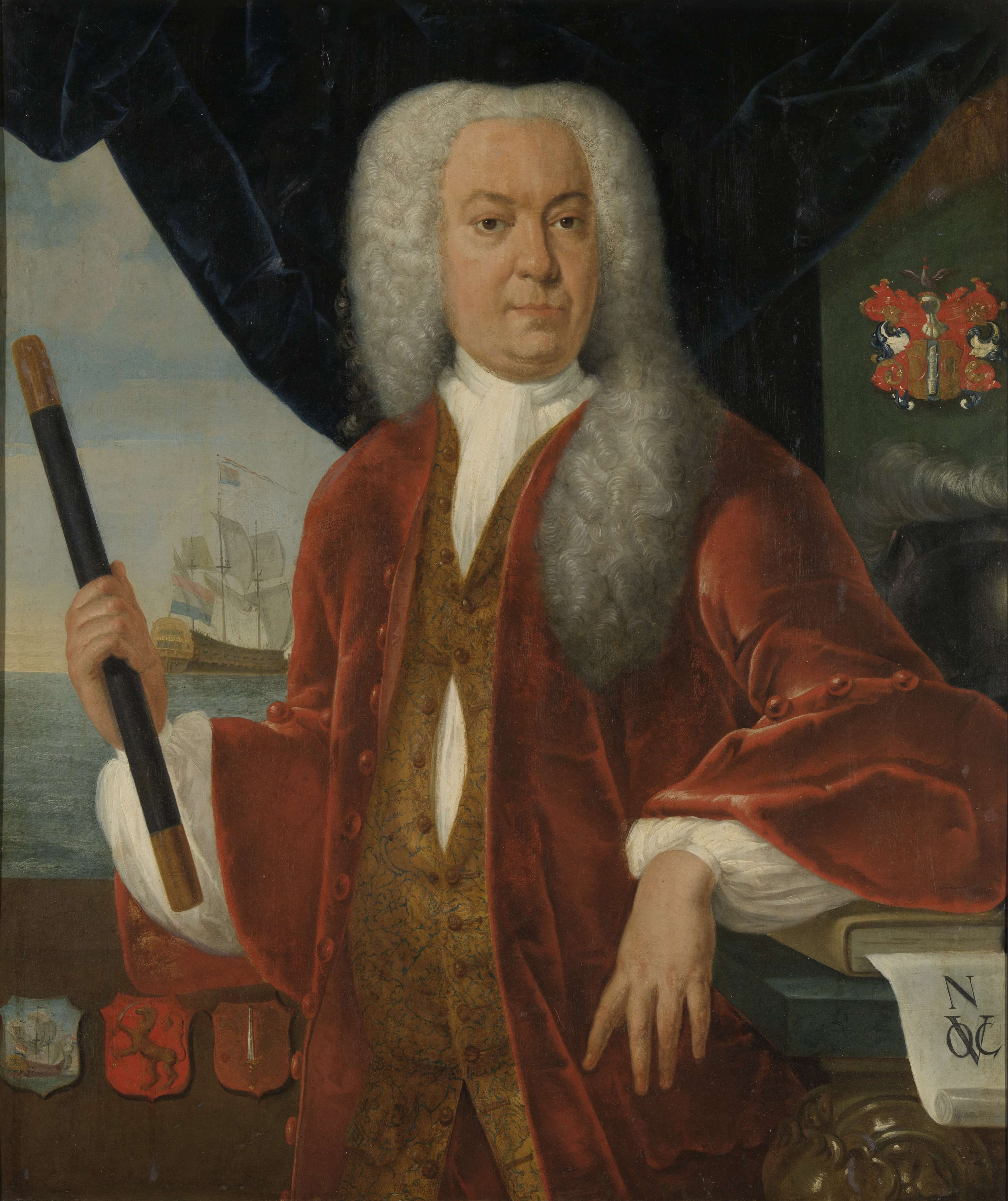
Generalgouverneur Adriaan Valckenier, Gemälde von 1737

In der Frühzeit der niederländischen Kolonisierung des Malaiischen Archipels wurden viele chinesische Handwerker angeworben, um an der Nordwestküste Javas die Stadt Batavia, das heutige Jakarta zu errichten. Zusätzlich ließen sich in der Gegend viele weitere Chinesen nieder, die als lokale und überregionale Händler oder in den Zuckerfabriken arbeiteten. Die Nutzung Batavias als Zwischenstation des Handels zwischen Niederländisch-Indien und China sorgte dort für einen Wirtschaftsaufschwung, der die Ansiedlung weiterer Chinesen auf Java begünstigte. Ihre Zahl in Batavia wuchs stetig und erreichte gegen 1740 die 10.000. Mehrere Tausend lebten darüber hinaus außerhalb der Stadt. Die niederländischen Kolonialbehörden zwangen die Chinesen, Inlandspässe bei sich zu tragen, und schickten solche, die bei Kontrollen keine vorzeigen konnten, nach China zurück.
In den 1730er Jahren wurde die Kontroll- und Deportationspolitik verschärft, nachdem bei einem Ausbruch der Malaria mehrere tausend Menschen, darunter der Generalgouverneur Dirck van Cloon, umgekommen waren. Laut dem indonesischen Historiker Benny G. Setiono folgten auf den Ausbruch der Epidemie vermehrt Misstrauen und Gerüchte der indigenen Indonesier und der Niederländer gegen die wachsende chinesische Minderheit, die wirtschaftlich sehr erfolgreich war. Als weitere aus diesem Misstrauen geborene Repressionsmaßnahme verabschiedete der Kommissar für Eingeborenenfragen Roy Ferdinand, im Auftrag Generalgouverneur Valckeniers am 25. Juli 1740 ein Dekret, nach dem verdächtige Elemente der chinesischen Bevölkerung nach Zeylon (das heutige Sri Lanka) deportiert werden und dort Zimt anbauen sollten. Reiche Chinesen wurden von korrupten Beamten mit der Drohung von Deportation dazu gezwungen, sich freizukaufen. Thomas Stamford Raffles, ein britischer Entdecker und Kenner der Geschichte Javas notierte 1830, dass unter den Javanesen verbreitet war, dass die niederländische Administration sich bei den Deportationen mit dem von ihnen eingesetzten Führer der Chinesen abgesprochen hätte. Dieser habe sie dazu aufgefordert, solche Chinesen zu deportieren, die schwarz oder blau trügen, da dies ein Zeichen von Armut sei. Weiters gab es Gerüchte, die Deportierten würden nicht zu ihren Bestimmungsorten gebracht, sondern außer Sicht von der Küste über Bord geworfen. Nach anderen Gerüchten starben viele bei von ihnen auf den Schiffen ausgelösten Aufständen. Die Deportationen führten zu allgemeiner Unzufriedenheit unter den Chinesen und viele Arbeiter erschienen nicht mehr an ihren Arbeitsplätzen.
Parallel zu diesen Ereignissen wuchs unter den indigenen Einwohnern Batavias wie den Betawi, die häufig Sklaven und Diener waren, das Misstrauen gegen die Chinesen. Wirtschaftliche Gründe spielten hier eine wichtige Rolle. Während viele Eingeborene eher arm waren, galten die Chinesen als reich. Man warf ihnen vor, nur in den reichsten Stadtvierteln zu leben. Der niederländische Historiker A. N. Paasman bezeichnete die Chinesen dieser Zeit als die „Juden Asiens“, die Situation war aber deutlich komplexer. Viele der ärmeren Chinesen arbeiteten in den Zuckerfabriken und fühlten sich sowohl von den niederländischen Kolonisatoren als auch von reicheren Chinesen ausgebeutet. Letzteren gehörten viele der Fabriken und sie kontrollierten die Landwirtschaft und den Transport von Gütern. Mit dem hergestellten Zucker und einem auf diesem und Reis basierenden alkoholischen Getränk namens Arrak machten sie enorme Gewinne. Der eigentliche Zuckerpreis wurde aber von der niederländischen Kolonialverwaltung festgelegt, was von jeher zu Unruhe führte. Zwar stieg ab den 1720er Jahren der Export von Zucker nach Europa an, zunehmende Konkurrenz aus Westindien drückte aber den Preis. Die Zuckerindustrie in Ostindien litt deutlich unter dem Preisverfall. 1740 war der Weltpreis für Zucker auf die Hälfte des Wertes von 1720 gefallen, was die Kolonie, deren Hauptexportgut eben Zucker war, in erhebliche wirtschaftliche Schwierigkeiten brachte.
Der Raad van Indië (Indienrat) ging anfangs davon aus, dass es zu keinem Angriff unzufriedener Chinesen auf die niederländische Herrschaft kommen würde. Aus diesem Grund blockierte eine Fraktion unter Führung von Gustaaf Willem van Imhoff, die in Opposition zu Generalgouverneur Valckenier stand, die Verschärfung der gegen Chinesen gerichteten Maßnahmen. Van Imhoff, der bereits früher in Batavia gelebt hatte, war zwischenzeitlich Gouverneur von Zeylon gewesen und befand sich seit 1738 wieder in der Stadt. Im September 1740 versammelte sich eine große Zahl unzufriedener Chinesen aus umliegenden Siedlungen vor den Toren Batavias. Valckenier berief aus diesem Grund am 26. September eine Dringlichkeitssitzung des Rates ein, während der er den Einsatz tödlicher Gewalt gegen jeglichen Aufstandsversuch der Chinesen befahl. Dieser Befehl rief scharfen Protest aus den Reihen der Opposition um van Imhoff hervor. Johannes Vermeulen vermutet, dass der Konflikt zwischen den beiden als Kolonisatoren empfundenen ethnischen Gruppen einen wesentlichen Einfluss auf das bald folgende Massaker hatte.
Am Abend des 1. Oktober wurde Valckenier gemeldet, dass sich eine Menge von etwa tausend Chinesen aufgrund seiner Aussagen bei der Dringlichkeitssitzung fünf Tage zuvor vor den Toren versammelt habe. Valckenier und der Rat reagierten auf diese Meldung zunächst ungläubig. Nach der Meldung, dass ein balinesischer Unteroffizier von der aufgebrachten Menge getötet worden sei, beschloss der Rat außerordentliche Maßnahmen und die Verstärkung der Wachmannschaften. Zwei Gruppen zu je 50 europäischen Soldaten und unterstützenden eingeborenen Trägern wurden zu Außenposten südlich und östlich der Stadt geschickt und ein Angriffsplan ausgearbeitet.

## Zwischenfall

### Massaker

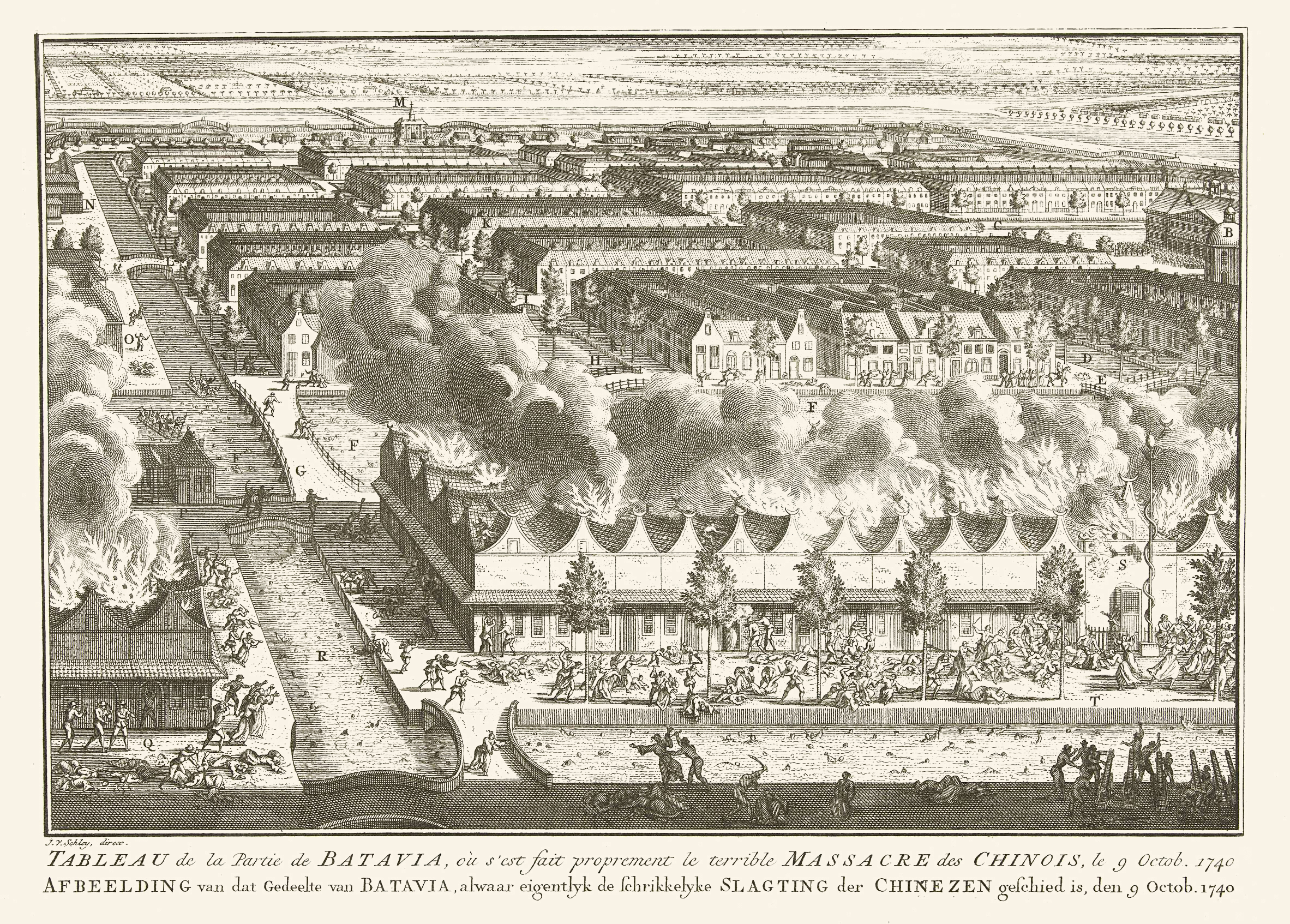
Zeichnung, die das Niederbrennen chinesischer Häuser in Batavia zeigt, 18. Jahrhundert

Nachdem Gruppen chinesischer Fabrikarbeiter, bewaffnet mit selbstgebauten Waffen, damit begannen, zu plündern und Zuckerfabriken anzuzünden, töteten hunderte ethnische Chinesen, vermeintlich angeführt von Ni Hoe Kong, dem Kapitan Cina, am 7. Oktober 50 niederländische Soldaten in den Stadtteilen Meester Cornelis (heute Jatinegara) und Tanah Abang. Als Reaktion setzte die Kolonialverwaltung 1.800 Soldaten, begleitet von Schutterij-Milizen und elf Bataillonen Wehrpflichtigen, in Marsch, um den Aufstand niederzuschlagen. Diese verkündeten eine Ausgangssperre und sagten ein geplantes chinesisches Volksfest ab. Da die Soldaten eine Kommunikation über Lichtzeichen befürchteten, verboten sie innerhalb der Stadt die Verwendung von Kerzen und konfiszierten waffentaugliches Gerät wie beispielsweise auch kleine Küchenmesser. Am folgenden Tag wehrten die niederländischen Truppen einen Angriff von bis zu 10.000 Chinesen auf die äußeren Stadtmauern ab. Die Angreifer wurden von Gruppen aus Tangerang und Bekasi angeführt. Raffles schreibt, dass bei diesen Kämpfen 1.789 Chinesen starben. Als Reaktion auf die Ereignisse berief Valckenier am 9. Oktober eine erneute Ratsversammlung ein.
Zwischenzeitlich machten unter den anderen Ethnien der Stadt, darunter auch Sklaven von Bali und Kolonialtruppen von dort und Sulawesi Gerüchte die Runde, eine Chinesische Verschwörung sie zu töten, zu versklaven oder zu vergewaltigen sei im Gang. Diese Gerüchte führten zum Angriff und Niederbrennen chinesischer Häuser am Fluss Besar. Im Anschluss hieran kam es zu Angriffen niederländischer Truppen auf andere chinesische Viertel, wo Einwohner getötet und ihre Häuser angezündet wurden. Der niederländische Politiker und Kolonialismuskritiker W. R. van Hoëvell schreibt, dass schwangere und stillende Frauen sowie alte Männer getötet worden seien und Gefangene „wie Schaafe abgeschlachtet“ wurden.
Soldaten unter Leutnant Hermanus van Suchtelen und Hauptmann Jan van Oosten, einem Überlebenden der Ereignisse in Tanah Abang, bezogen Stellung im chinesischen Distrikt. Van Suchtelen hielt den Geflügelmarkt besetzt, während van Oostens Männer einen nahen Kanal überwachten. Ab etwa 17 Uhr eröffneten die Niederländer aus Kanonen das Feuer auf chinesische Häuser, die dadurch Feuer fingen. Einige der Einwohner verbrannten in ihren Häusern, während diejenigen, die diese zu verlassen versuchten, von den Soldaten erschossen wurden. Andere begingen in ihrer Verzweiflung Suizid. Einigen gelang es, bis zum Kanal zu laufen, auf dem Truppen in kleinen Booten warteten und auch die Flüchtenden töteten. Einige Niederländer stießen in die Gassen zwischen den brennenden Häusern vor und töteten jeden Überlebenden, den sie dort antrafen. Später breitete die Gewalt sich über das gesamte Stadtgebiet aus. Laut Vermeulen handelte es sich bei den Gewalttätern oft um Matrosen und andere „ungewöhnliche und schlechte Elemente“ der Gesellschaft. Es kam darüber hinaus zu intensiven Plünderungen und der eigenmächtigen Aneignung chinesischen Besitzes.

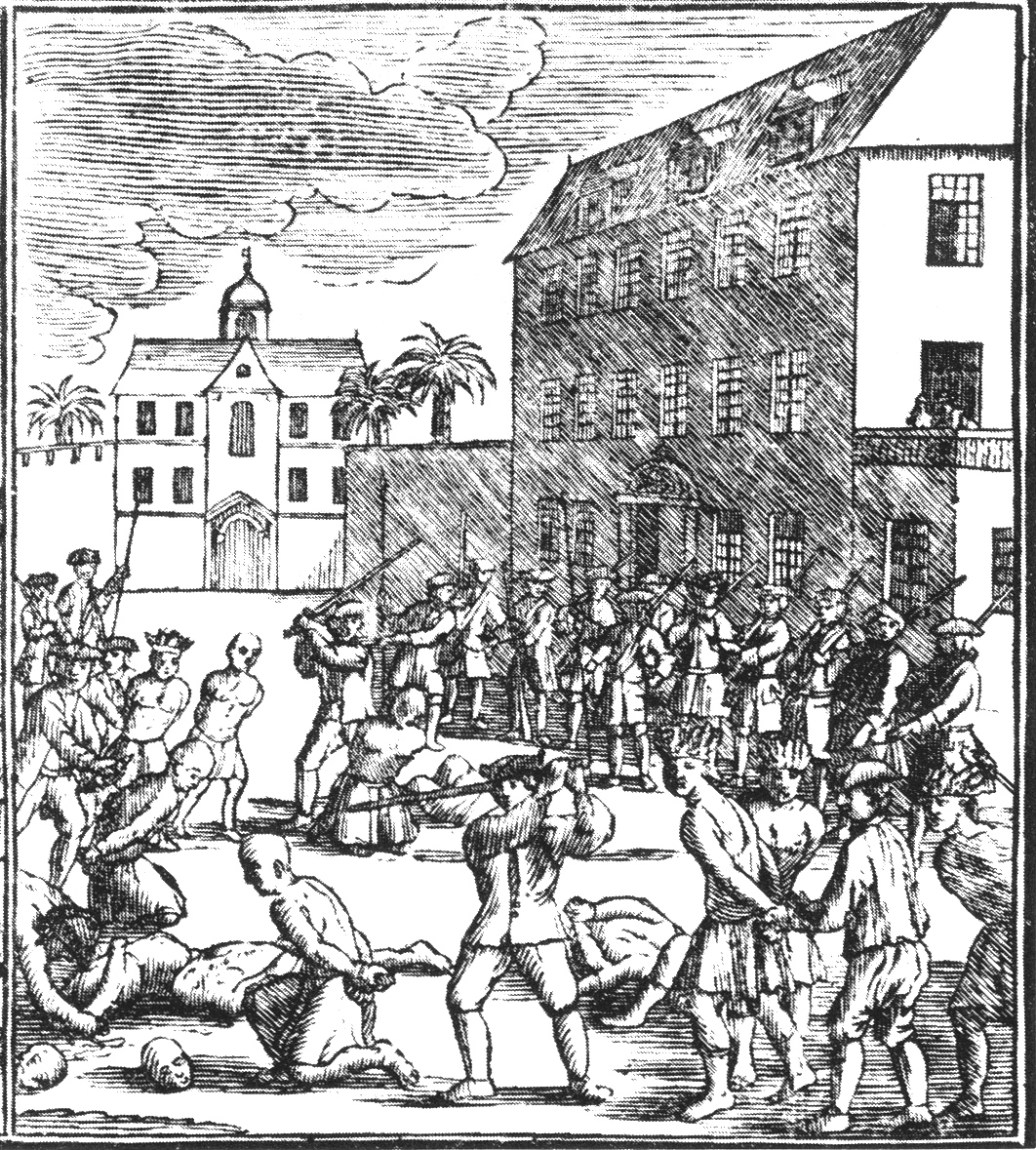
Zeichnung einer Hinrichtung chinesischer Gefangener durch niederländische Soldaten am 10. Oktober 1740, vor 1895

Am folgenden Tag breitete sich die Gewalt weiter aus, so wurden beispielsweise verletzte Chinesen aus einem Hospital gezerrt und getötet. Versuche, die am Vortag ausgebrochenen Feuer zu löschen, schlugen fehl, wodurch diese sich ausweiteten und bis zum 12. Oktober brannten. Gleichzeitig griffen etwa 800 niederländische Soldaten und 2000 Eingeborene Kampung Gading Melati an, wo sich eine Gruppe Chinesen unter der Führung von Keh Pandjang verschanzt hatte. Letztere zogen sich zunächst nach Paninggaran zurück, wurden später aber komplett aus der Gegend vertrieben. Bei den Kämpfen starben etwa 450 Niederländer und 800 Chinesen.

### Weitere Gewalt
Am 11. Oktober forderte Valckenier seine Offiziere erfolglos auf, ihre Truppen zur Ordnung zu rufen und die Plünderungen zu stoppen. Zwei Tage später lobte der Rat eine Belohnung von zwei Dukaten für jeden bei den Truppen abgegebenen chinesischen Kopf aus, um die anderen ethnischen Gruppen zur Beteiligung an den Massakern zu bewegen. Hierdurch kam es zu einer regelrechten Jagd auf Chinesen, die das erste Massaker überlebt hatten. Die Niederländer griffen bei ihren Aktionen intensiv auf Angehörige verschiedener ethnischer Gruppen wie die Bugis und Balinesen zurück. Am 22. Oktober befahl Valckenier, die Massaker einzustellen. In einem langen Brief schrieb er diesen die volle Verantwortung für die Unruhen zu und bot allen außer den Anführern der Aufstände eine Amnestie an. Auf die Führer setzte er ein Kopfgeld von 500 Reichstalern aus.
Außerhalb der Stadt kam es weiterhin zu Konfrontationen und Kämpfen zwischen chinesischen Aufständischen und niederländischen Truppen. Am 25. Oktober, nach fast zwei Wochen kleinerer Gefechte griffen etwa 500 bewaffnete Chinesen Cadouwang (heute Angke) an. Sie wurden von niederländischer Kavallerie unter Rittmeister Christoffel Moll und den Kornetts Daniel Chits und Pieter Donker zurückgeschlagen. Am folgenden Tag ging die aus 1594 Niederländern und Einheimischen bestehende Kavallerieeinheit gegen die inzwischen befestigte Zuckerfabrik von Salapadjang vor. Nachdem sie sich in einem nahen Wald gesammelt hatten, setzten sie die Fabrik, in der sich viele Chinesen verschanzten, in Brand. Eine weitere Einheit ging ebenso gegen die Zuckerfabrik bei Boedjong Renje vor. Aus Angst vor den Niederländern zogen sich viele Chinesen in die Fabrik bei Kampung Melayu, etwa vier Stunden von Salapadjang, zurück. Sie wurde nach schweren Kämpfen von einer Einheit unter Hauptmann Jan George Crummel erobert. Nach der Rückeroberung des Postens bei Qual zogen sich die Niederländer nach Batavia zurück. Zwischenzeitlich befand sich ein Treck von Chinesen auf der Flucht. Der Weg nach Westen wurde von etwa 3000 Soldaten des Sultanats Banten blockiert, weshalb sie entlang der Nordküste Javas nach Osten flüchteten. Bis zum 30. Oktober sollen sie dabei Tangerang erreicht haben.
Am 2. November erreichte ein Befehl zum Waffenstillstand Crummel, der daraufhin eine Besatzung von 50 Mann bei Cadouwang zurückließ und sich nach Batavia zurückzog. Als er dort am Nachmittag eintraf, befanden sich keine Chinesen mehr vor den Mauern. Am 8. November schickte das Sultanat Cirebon zwischen 2000 und 3000 Soldaten, um die Stadtbesatzung zu verstärken. Die Plünderungen hielten bis zum 28. November an und die letzten Eingeborenenmilizen lösten sich zum Ende des Monats auf.

## Folgezeit

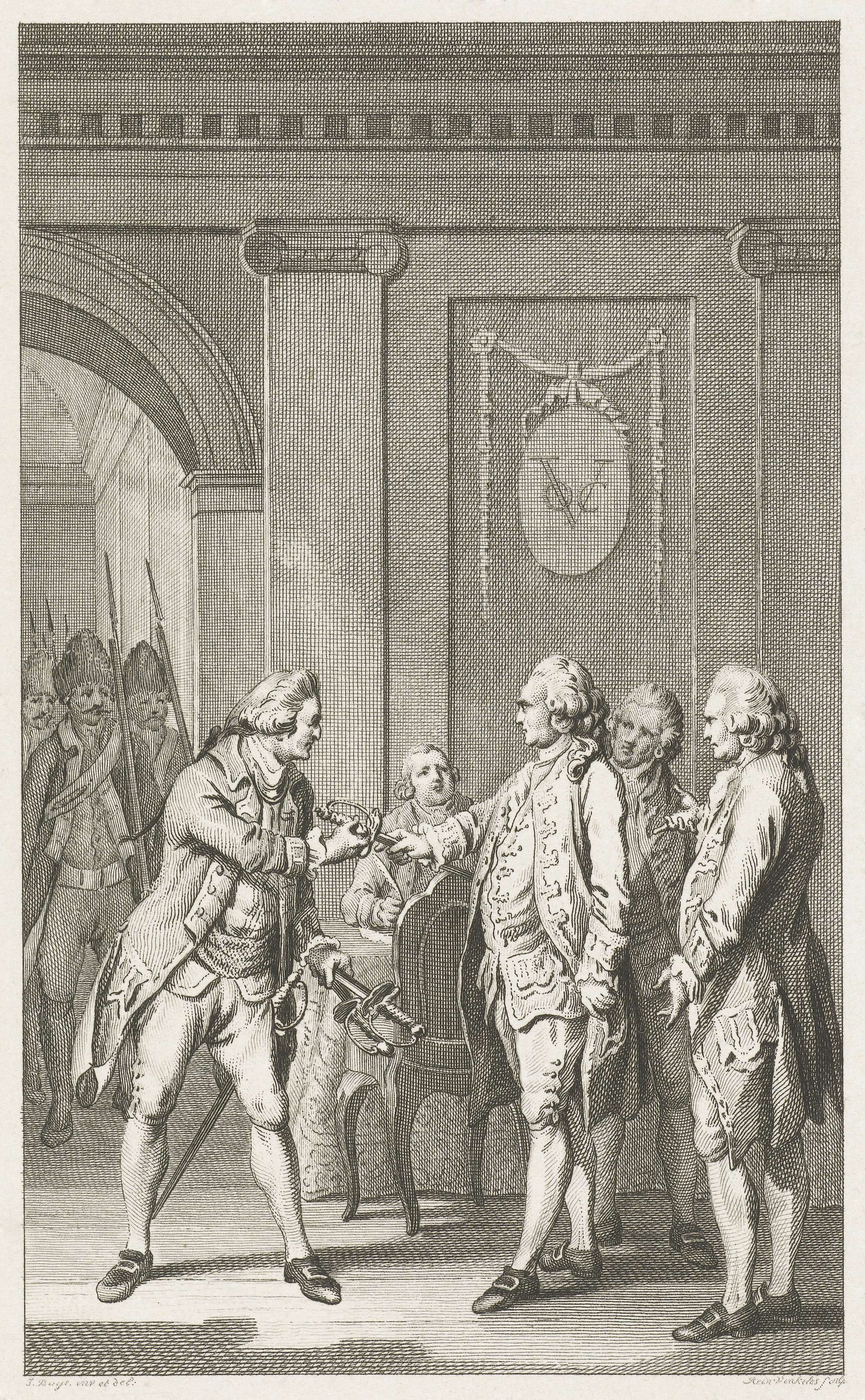
Van Imhoff und zwei weitere Ratsmitglieder aus Batavia werden wegen Ungehorsamkeit gegenüber Valckenier festgesetzt, Zeichnung von 1793

Die meisten Untersuchungen des Massakers gehen von etwa 10.000 toten Chinesen innerhalb Batavias aus. Zusätzlich wurden mindestens 500 ernsthaft verletzt. Zwischen 600 und 700 im Eigentum von Chinesen befindliche Häuser wurden geplündert und niedergebrannt. Vermeulen vermutet 600 Überlebende, während der indonesische Wissenschaftler A. R. T. Kemasang von 3.000 ausgeht. Der indonesische Historiker Benny G. Setiono führt auf, dass etwa 500 Gefangene und in Hospitälern behandelte Verletzte getötet wurden und insgesamt 3.431 Chinesen überlebten. Das Massaker führte in der Folgezeit zu weiteren, über ganz Java ausgreifenden Pogromen, so beispielsweise 1741 in Semarang und spätere in Surabaya und Gresik.
Ein Teil der Bedingungen, unter denen das Massaker eingestellt wurde, war die Aussiedlung aller ethnischer Chinesen Batavias in ein so genanntes Pecinan, ein spezielles Chinesenviertel außerhalb der Stadtmauern. Dieses ist heute unter dem Namen Glodok bekannt. Die Konzentration der Chinesen in einem solchen, abgeschlossenen Bereich erleichterte den Behörden die Überwachung dieser. Bereits 1743 waren allerdings erste Chinesen wieder in die Stadt selbst zurückgekehrt. Einige hundert Händler betrieben dort ihre Geschäfte. Andere Chinesen flüchteten unter Khe Pandjang nach Zentraljava und überfielen dort niederländische Posten. Später schlossen sich ihnen Truppen unter dem Befehl des Sultan von Mataram, Pakubuwono II., an. Während ein weiterer Aufstand 1743 niedergeschlagen wurde kam es noch für die nächsten gut 17 Jahre zu regelmäßigen Konfrontationen auf ganz Java.
Am 6. Dezember 1740 wurden van Imhoff und zwei weitere Ratsmitglieder auf Befehl Valckeniers wegen Gehorsamsverweigerung verhaftet und am 13. Januar 1741 auf verschiedenen Schiffen in die Niederlande geschickt. Sie trafen dort am 19. September des Jahres ein. In den Niederlanden überzeugte van Imhoff den Regierungsrat davon, dass Valckenier für das Massaker verantwortlich zu machen sei. In einer langen Rede namens „Consideratiën over den tegenwoordigen staat van de Ned. O.I. Comp.“ (Überlegungen über den gegenwärtigen Zustand der niederländischen Ostindien-Kompanie) konnte er Zweifel an seiner Darstellung am 24. November ausräumen. Als Ergebnisse seiner Überzeugungsarbeit wurden die Anklagepunkte gegen van Imhoff und die anderen Ratsmitglieder Batavias fallengelassen. Am 27. Oktober 1742 wurde van Imhoff an Bord des Schiffes Hersteller als neuer Generalgouverneur Niederländisch-Indiens zurück nach Batavia gesandt. Die Führung der niederländischen Ostindien-Kompanie setzte viele Hoffnungen in den neuen Gouverneur. Er traf am 26. Mai 1743 in seinem neuen Amtssitz ein.

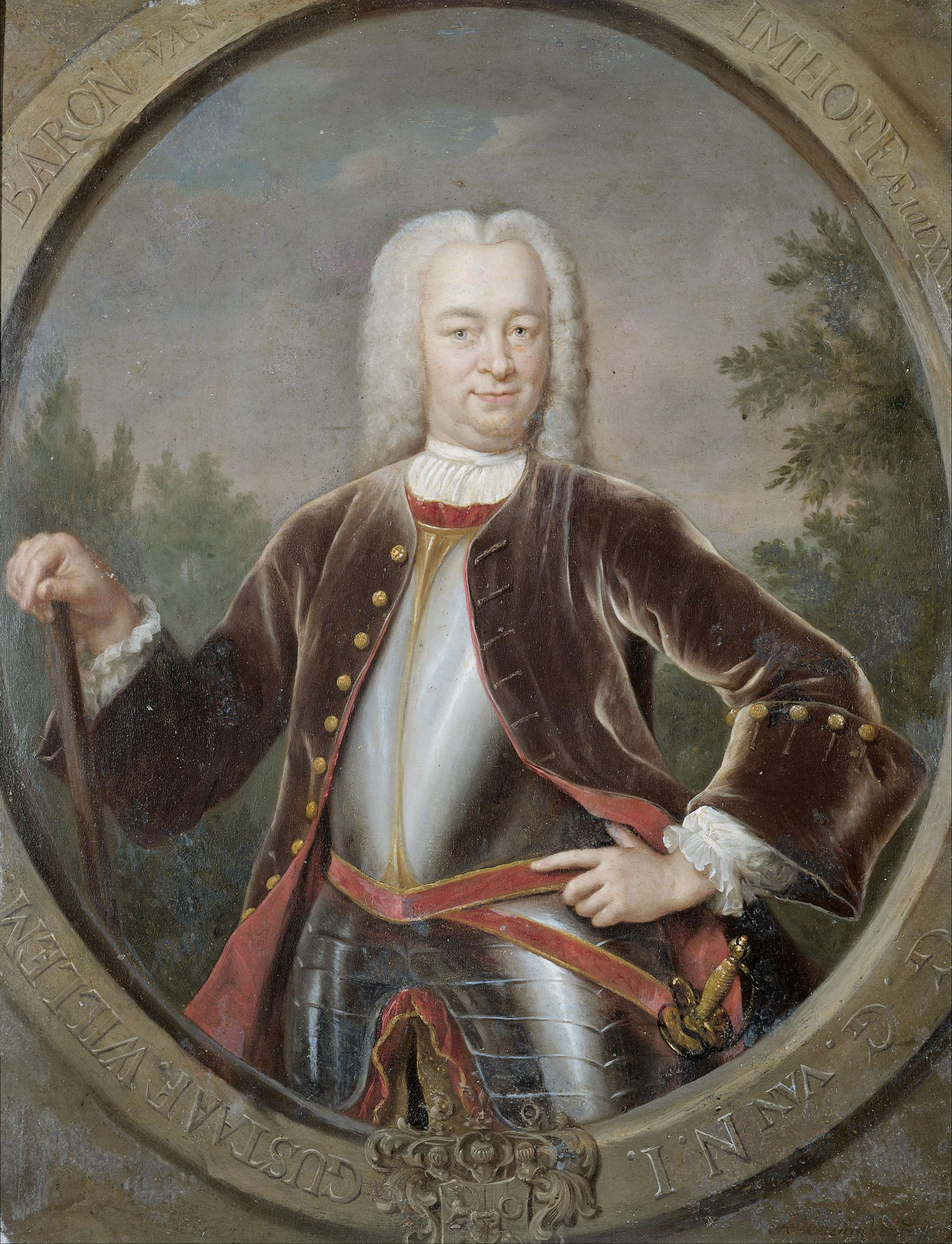
Gustaaf Willem van Imhoff, der zunächst in die Niederlande zurückgeschickt, 1743 dann aber neuer Generalgouverneur Niederländisch-Indiens wurde, Gemälde von 1742

Valckenier hatte bereits Ende 1740 darum gebeten, von seinem Posten entlassen zu werden. Im Februar 1741 erhielt er eine Antwort, laut der er van Imhoff als seinen Nachfolger einsetzen solle. In einer anderen Darstellung der Geschehnisse um seine Ablösung wurde er von der Führung der Ostindien-Kompanie entlassen, da er im Jahr 1739 zu viel Zucker und zu wenig Kaffee exportiert und damit finanzielle Verluste verursacht habe. Zum Zeitpunkt, als die Antwort an Valckenier eintraf, befand van Imhoff sich bereits auf dem Weg zurück nach Europa. Valckenier verließ Niederländisch-Indien am 6. November 1741, nachdem er Johannes Thedens als seinen zwischenzeitlichen Nachfolger eingesetzt hatte. Er übernahm den Befehl über eine in die Niederlande segelnde Flotte. Am 25. Januar 1742 traf er in Kapstadt ein, wo er auf Befehl der Ostindien-Kompanie vom dortigen Gouverneur Hendrik Swellengrebel inhaftiert wurde. Im August wurde er nach Batavia zurückgeschickt und im dortigen Fort gefangen gehalten. Drei Monate später wurde er unter anderem für seine Rolle beim Massaker von 1740 angeklagt. Im März 1744 wurde er für schuldig befunden und zum Tode verurteilt, all sein Besitz beschlagnahmt. Im Dezember wurde der Prozess mit einer langen Aussage Valckeniers wieder aufgenommen. Vermeulen stuft das Verfahren als Unfair und von der öffentlichen Empörung in den Niederlanden beeinflusst ein. Bekräftigt wird Vermeulens Argumentation durch eine Entschädigungszahlung von 725.000 Gulden, die Valckeniers Sohn Adriaan Isaäk Valckenier im Jahr 1760 erhielt.
Die Zuckerproduktion in der Region litt erheblich unter dem Massaker, da sie großteils in chinesischem Besitz war und viele der Eigentümer und Arbeiter entweder tot oder verschwunden waren. Neue Impulse bekam sie durch die „Kolonisierung“ Tangerangs durch van Imhoff. Er warb in den Niederlanden um Siedler, die das Land bestellen sollten, und stellte die dort bisher siedelnden als faul dar. Hohe Steuern schreckten viele von der Einwanderung ab, weshalb van Imhoff das Land schlussendlich an bereits in Batavia lebende Niederländer verkaufte. Wie von ihm erwartet, wollten diese das Land meist nicht selbst bestellen, sondern verpachteten es an ethnische Chinesen. Die Produktion stieg daraufhin wieder an, erreichte aber erst in den 1760er Jahren die Werte von vor 1740, bevor sie erneut einbrach. Die Zahl der Zuckerfabriken hatte durch das Massaker ebenfalls abgenommen, von 131 um 1710 auf 66 im Jahr 1750.

## Auswirkungen
Vermeulen schreibt, dass Massaker sei eines der einschneidendsten Ereignisse des niederländischen Kolonialismus im 18. Jahrhundert gewesen. In seiner Dissertation stellt W. W. Dharmowijono heraus, dass das Massaker erheblichen Einfluss auf die niederländische Literatur hatte. Als frühes Beispiel nennt er ein Gedicht Willem van Harens aus dem Jahr 1742, welches das Pogrom verurteilt. Ein weiteres Gedicht eines anonymen Verfassers aus der Zeit übt Kritik an den Chinesen. Raffles beschrieb die Aufarbeitung der Geschehnisse in der niederländischen Geschichtsschreibung 1830 als „weit davon entfernt, vollständig oder zufriedenstellend“ zu sein.
Der niederländische Historiker Leonard Blussé macht das Massaker indirekt für das rapide Wachstum Batavias verantwortlich. Darüber hinaus habe es einen Modus Vivendi institutionalisiert, der eine Spaltung zwischen der chinesischen und anderen ethnischen Gruppen entstehen ließ, die bis ins späte 20. Jahrhundert nachwirkte. Die Namen mehrerer Stadtteile des modernen Jakarta könnten mit den Ereignissen in Zusammenhang stehen. Ein möglicher solcher Name ist der Distrikt Tanah Abang, was rote Erde bedeutet und auf das dort vergossene Blut anspielen könnte. Van Hoëvell sieht diesen Namen als Kompromiss, um die überlebenden Chinesen dazu zu bewegen, die gewährte Amnestie zu akzeptieren. Der Name Rawa Bangke im Osten Jakartas könnte von einem vulgär konnotierten indonesischen Wort für Leichnam, bangkai, stammen. Dies wird auf die große Zahl der dort getöteten Chinesen zurückgeführt. Eine ähnliche etymologische Quelle wird für Angke im Subdistrikt Tambora vermutet.